# Rudolf Allers
Rudolf Allers (13 janvier 1883, Vienne – 18 décembre 1963, Washington) est un psychiatre autrichien d'abord proche de Sigmund Freud puis critique de la psychanalyse avec Alfred Adler et enfin philosophe catholique. Il enseigne à la faculté de médecine de Vienne de 1918 à 1938, puis après son exil aux États-Unis en 1938, il est professeur dans plusieurs universités américaines.

## Biographie
Rudolf Allers naît à Vienne en 1883. Il est le fils du médecin Mark Allers (1837-1894) et d'Augusta Grailich (1858-1916). En 1908, il épouse Carola Meitner (une sœur de la physicienne Lise Meitner).
Allers obtient son diplôme de médecin à l'université de Vienne en 1906. Il se rapproche dès 1908 de Freud, le seul catholique à rejoindre le premier groupe freudien. Il exerce comme médecin, et enseigne à l'université de Vienne à partir de 1913. Il est chirurgien dans l'armée autrichienne durant la Première Guerre mondiale puis enseigne à la faculté de médecine de Vienne à partir de 1919 jusqu'à son départ pour les États-Unis en 1938. Avec Alfred Adler, il s'éloigne de la psychanalyse orthodoxe, puis il quitte le groupe d'Adler en 1927 et se rapproche d'intellectuels catholiques. Il est notamment le maître de Viktor Frankl en 1925-1930, le mentor de Hans Urs von Balthasar et l'ami d'Edith Stein. Urs Von Balthasar et Stein vivent plusieurs mois dans la maison d'Allers à Vienne en 1931.
Il étudie la méthode préventive de Jean Bosco et ses applications pédagogiques et, à l'invitation du père Agostino Gemelli, il se rend en Italie pour étudier la philosophie de Thomas d'Aquin à l'université catholique de Milan et obtient un doctorat de philosophie en 1934.
Avec l'annexion de l'Autriche par l'Allemagne nazie, Allers s'exile aux États-Unis, où il enseigne à l'université catholique d'Amérique à Washington (1938-1948), puis comme professeur de philosophie à l'université de Georgetown de 1948 jusqu'à sa mort en 1963. Il est boursier Guggenheim en 1958. Allers meurt le 18 décembre 1963, à Washington et il est inhumé au cimetière St. Mary à Washington.

## Publications
- Work and Play. Collected Papers on the Philosophy of Psychology  (1938-1963) . Edité par Alexander Batthyány, Jorge Olaechea Catter, Andrew Tallon. Presse universitaire Marquette, 2009.
- Self Improvement.. Benziger Brothers, Inc., 1939. Réédité par Kessinger Publishing, New York, 2010.
- What’s Wrong With Freud? A Critical Study of Freudian Psychoanalysis 1941, rééd. Gardner Press 2011,  (ISBN 1447426320) (d'abord publié sous le titre The Successful Error: A Critique of Freudian Psychoanalysis, Sheed & Ward Inc., 1940.)
- Forming Character in Adolescents. 1940, réimprimé par Roman Catholic Books en 2006.
- Sex Psychology. Publié par Roman Catholic Books.
- Über Schadelschusse : Problème der Klinik und der Fursorge.